# ميوكو ميتسوي
ميوكو ميتسوي (باليابانية: 三井美代子) هي واثبة حواجز ‏ يابانية، ولدت في 23 يناير 1919.

## وصلات خارجية
- ميوكو ميتسوي على موقع اللجنة الأولمبية الدولية (الإنجليزية)
- ميوكو ميتسوي على موقع أوليمبيديا (الإنجليزية)